# Groenevecht
Groenevecht is een buitenplaats langs de rivier de Vecht in het Nederlandse dorp Breukelen.
Tot de buitenplaats behoren in monumentaal opzicht onder meer het landhuis met tuin- en parkaanleg, een tuinmanswoning, boerderij met zomerhuis, en diverse toegangshekken en bruggen. In het verleden behoorde ook een theekoepel tot de buitenplaats.
In het Rampjaar (1672) ontkwam Groenevecht aan verwoesting omdat Franse troepen er waren ingekwartierd.